# Klokkefrø
Klokkefrøen (Bombina bombina) er en lille springpadde, der lever i solbeskinnede vandhuller, især i det østlige Europa. I Danmark er den en af de sjældneste padder, og findes kun i de varmeste dele af landet.
Klokkefrøen er fredet ligesom alle andre danske padder. Det systematiske navn "Bombina" kommer af latin "Bombus" der betyder en dump og hul lyd.

## Beskrivelse
Klokkefrøen er en lille springpadde, der som voksen måler 37 til 56 mm. Den har en plump tudseagtig kropsfacon med korte ben. Øjnene sidder højt på hovedet. Oversiden er vortet, brunlig, grålig eller næsten sort med mørkere pletter, mens undersiden er helt anderledes: næsten glat og farvet i et mønster af blåsort og orange med små hvide prikker.

## Lyd
Klokkefrøen fik sit danske (og svenske) navn, da den svenske naturforsker Carl von Linné i 1749 hørte de store kor af klokkefrøer i det sydlige Skåne, og fandt at lyden mindede om fjerne kirkeklokker.
Hver han (hunnerne kvækker ikke) puster sig op, og jo større den er, jo større er dens luftvolumen, og jo dybere bliver derved tonen. I de fleste bestande vil der være mange unge hanner, færre ældre hanner, og færrest af de store, gamle hanner. Det betyder at et kor af klokkefrøer høres som mange fine lyse toner, færre lidt kraftigere toner i et mellemleje, og færrest af de kraftige, dybe toner. Samklangen mellem disse giver indtrykket af klangen af kirkeklokker. Hvor der blot kvækker én eller et par klokkefrøer, er lyden mere som tågehorn.
Hunnen er dog ikke helt stum – den har afværgelyde som man hører, når en han forsøger at parre sig med hunnen.

## Udbredelse

### Generel udbredelse
Den findes i hele det østlige Europa mod nord til ca. 57° N, dvs. mod nord til Danmark, det sydligste Letland og Moskva. Østgrænsen er ved Ural. Vestgrænsen strækker sig fra de danske øer og egnen omkring Kiel (Jernved) ned langs Elben, omtrent langs grænsen af det tidligere Østtyskland, langs Tjekkiets vestgrænse, det allerøstligste Østrig, midt gennem det tidligere Jugoslavien til Bulgarien og Bosporus.

### Tidligere udbredelse i Danmark
Tidligere forekom klokkefrøen i hele det sydøstlige Danmark, dvs. Bornholm, Lolland-Falster-Møn, Sjælland med omgivende øer, Fyn, Det sydfynske Øhav, Als og Samsø. Den kendes ikke fra Jylland.

### Nuværende udbredelse i Danmark
Langt de fleste tidligere forekomster er uddøde. Arten har overlevet et sted i Sydsjælland, tre steder på småøer ved Sjællands vestkyst, et sted på Østfyn, og to steder i Det sydfynske Øhav. Desuden har en enkelt han overlevet på endnu en lokalitet, og da der er skaffet afkom fra den ved kunstig parring med en hun fra en anden lokalitet, findes der vistnok afkom fra i alt 8 bestande. I de senere år – fra 1999 og frem – er der systematisk lavet reservebestande ved opdræt og udsætning. Det betyder at der nu findes klokkefrøbestande ca. 15 steder i landet.

## Oprindelse

### Naturlig indvandring
Klokkefrøen er antagelig indvandret til Danmark i den varme tid omkring 9.000 år før nu. Der er undersøgt DNA fra klokkefrøer mange steder i Danmark og i vore nabolande, og på den baggrund kan det siges, at klokkefrøen er indvandret via Holsten, herfra til det der nu er de danske øer, og videre til Sydsverige, hvor den sidste blev set i 1960 (siden da er klokkefrøen kunstigt genindført til Skåne).

### Kunstig udsætning
DNA-undersøgelserne viser, at ingen af de danske klokkefrøer er kunstigt udsat fra udlandet. Man har tidligere ment, at den danske rigshofmester Peder Oxe skulle have udsat klokkefrøer fra Lorraine til sit gods Gisselfeld på Midtsjælland. Men klokkefrøen (Bombina bombina) findes ikke i Lorraine, så allerede af den grund er det usandsynligt. Klokkefrøen levede på Gisselfeld indtil midten af 1800-tallet. At den forsvandt derfra, skyldes vistnok vandstandssænkning af et vandhul i parken.
Derimod er der sket en kunstig genudsætning af klokkefrøer i Skåne. De skånske klokkefrøer stammer dels fra Danmark, og dels fra en lokalitet i Centraleuropa, sandsynligvis Østrig. I de senere år har de udsatte klokkefrøer bredt sig meget i et område i midt-Skåne.

## Levested
Klokkefrøen skal have fuldt solbeskinnede vandhuller, helst omgivet af udyrkede arealer såsom overdrev og græsmarker. De vandhuller hvor den yngler skal desuden opfylde følgende krav: vandkvaliteten skal være god; der skal være undervandsvegetation; og der må ikke være nogen form for fisk.

## Levevis

### Føde
Arten spiser hvirvelløse dyr, som den hovedsagelig fanger i vandet.

### Formering
Parringen sker fra allersidst i april til sidst i juni, i sjældne tilfælde juli. Hver enkelt hun parres typisk to gange i løbet af en sæson, undertiden dog kun 1 gang eller slet ikke. Den lægger sig i nærheden af en kvækkende han, og når hannen får øje på den, forsøger den at gribe om hunnen lige foran bagbenene. Hvis det lykkes, forbliver parret sammen natten over, mens æggene lægges. De vikles rundt om plantestængler. Der lægges op til ca. 300 æg per parring, og op til ca. 600 per sæson per hun. Æggene klækkes efter ca. 4 dage (i varmt vejr), og haletudserne svømmer omkring indtil ca. midt i juli eller senere. Da forvandler de sig til "frøer", som typisk har en kropslængde på ca. 15 mm. De når kønsmoden størrelse i løbet af ca. 2 år.

### Overvintring
Klokkefrøerne overvintrer på land, f.eks. i huller i jorden, under trærødder, under bark m.m. De går på land fra midt i juli til sidst i september, og kommer frem igen i april eller maj.

## Kulturhistorie

### Ældre navne
Ældre danske navne: Peder Oxes frø; bom-tudse.

### Danske lokalnavne
På Bornholm: Jordrømm, Jordrønn eller Rørdromm. Dele af Det Sydfynske Øhav: Pumpe. Ordet pumpe henviser formentlig til dyrets bevægelser når det pumper luft fra maven ud i kvækkeposen, eller også henviser det til lyden.

### Springvand
I parken ved Gisselfeld findes et springvand med fire klokkefrøer der sprøjter vand ud af deres mund. Klokkefrøerne er meget livagtigt og korrekt gengivet.

## SlægtenBombina
Slægten Bombina i familien Bombinatoridae omfatter ca. 7 arter, heraf 3 i Europa, nemlig den art der forekommer i Danmark, Rødbuget klokkefrø (Bombina bombina), samt Gulbuget klokkefrø (Bombina variegata) og Syditaliensk klokkefrø (Bombina pachypus). Da det er den eneste danske art, bruges det kortere navn klokkefrø (uden specifikationen "rødbuget") oftest for Bombina bombina.